# شوبادي

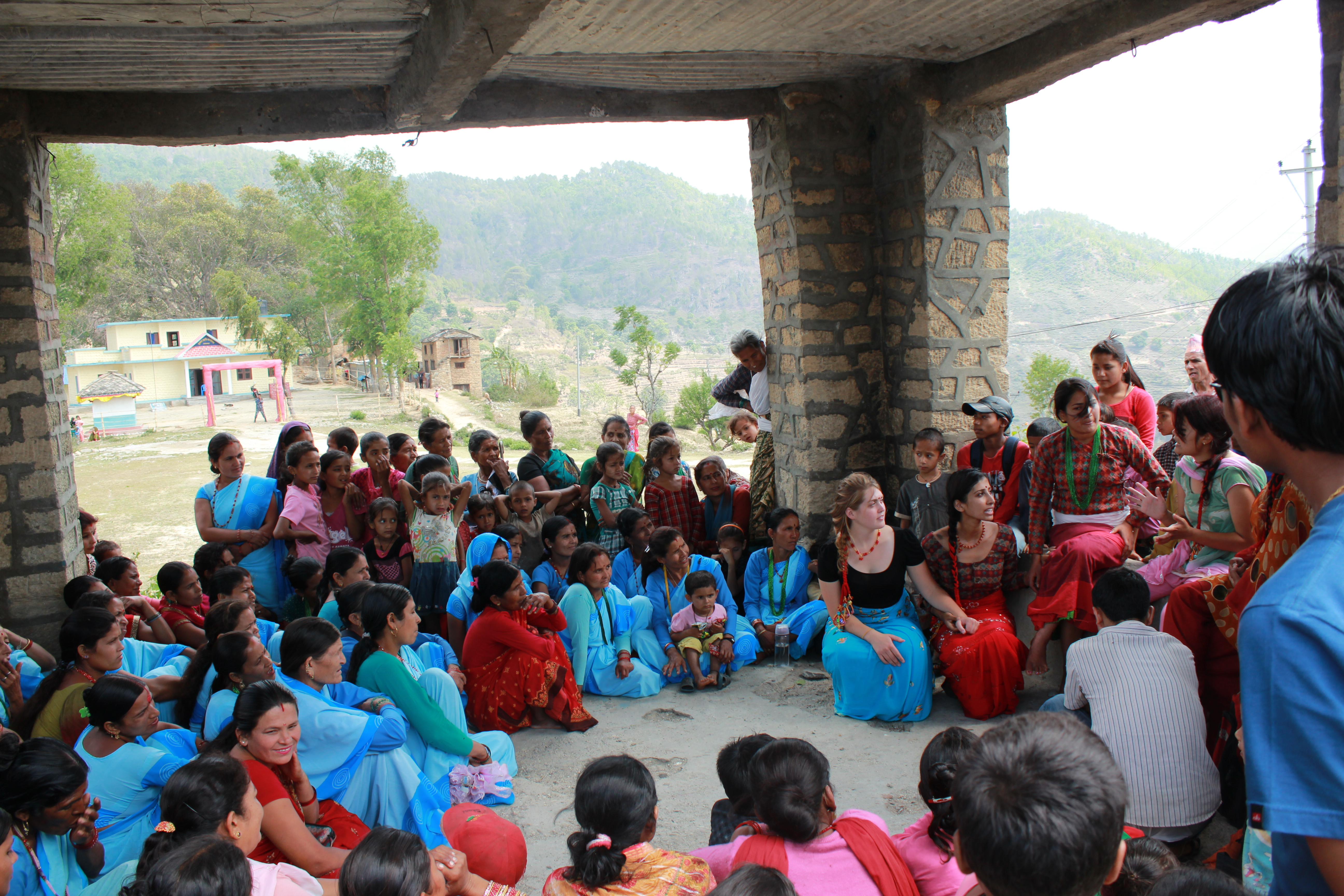
يتم رفع مستوى الوعي من خلال التعليم بين الفتيات الصغيرات لتعديل أو القضاء على ممارسة تشوبادي في نيبال.

شوبادي هو شكل من الحيض المُحَرّم الذي يمنع النساء والفتيات الهندوس من ممارسة الأنشطة العائلية العادية أثناء الحيض، لأنهم غير طاهرات. يُمارس شوبادي في المقام الأول في الجزء الغربي من نيبال.
أثناء شوبادي، تُحظر النساء من المنزل ويطالبوا بأن يعيشوا في حظيرة الماشية، أو في مسكن مؤقت يُعرف ب«كوخ الحيض» لمدة دورتها. تؤدي أيضا الولادة في النيبال إلي شكل مشابه من الحبس. أثناء الحيض، يُحظر النساء والفتيات من ممارسة أحداث الحياة اليومية، والتعامل مع مجتمعاتهن.

## المنشأ

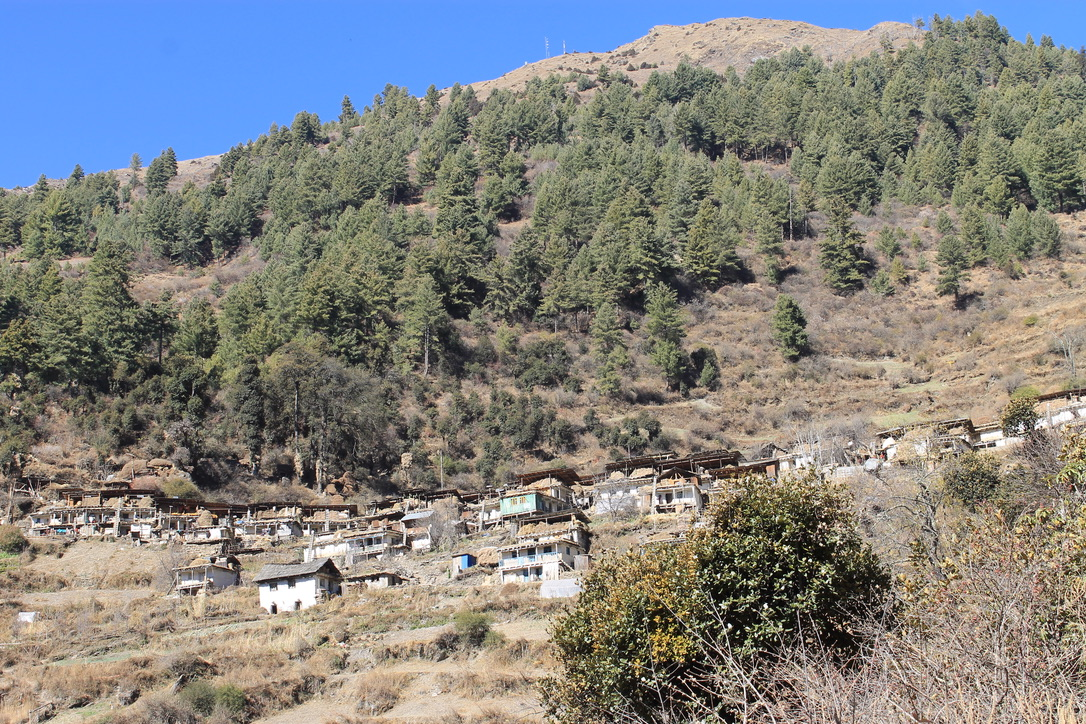
قرية نائية تقع في منطقة موغو في أقصى غرب نيبال

تنشأ ممارسة شوبادي من الخرافة القائلة بأن الحيض يجعل النساء غير طاهرات مؤقتًا. نشأت هذه الخرافة من أسطورة أن إندرا خلقت الحيض كوسيلة لتوزيع لعنة. في إطار هذا الاعتقاد، يُعتقد أنه إذا لمست المرأة الحائض شجرة، فلن تثمر مرة أخرى؛ إذا كانت تستهلك الحليب، فلن تعطي البقرة لبنًا آخر؛ إذا قرأت كتابًا، فإن ساراسواتي «إلهة التعليم» ستغضب؛ إذا لمست رجلًا، فسوف يمرض.
لا تزال هذه الممارسة قائمة في المناطق الريفية غرب نيبال. وتسمي أيضا «شِواي» أو«باهيرهوناي»  في دادلهورا، بيتادي ودارشولا، «شوبادي» في آشام، و«شوكالا» أو«شوكيدي» في منطقة باجانج